# Environnement à Paris
Comme toutes les grandes métropoles de la planète, Paris subit des conséquences environnementales liées à l'échelle de sa population et de son activité économique.

## Pollution atmosphérique

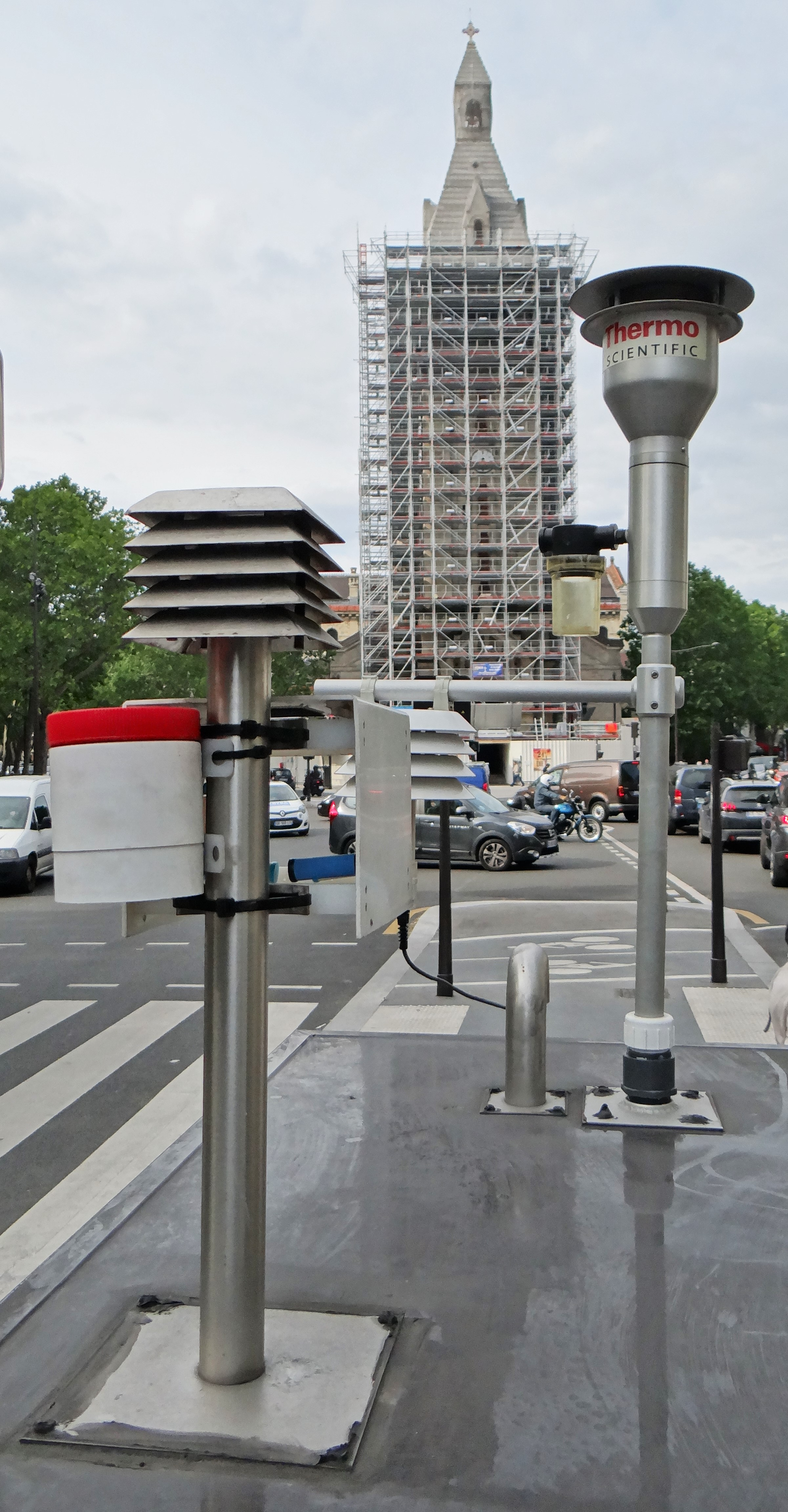
Station de mesure Airparif Place Victor-et-Hélène-Basch à Paris..

La pollution atmosphérique dans la région est principalement liée aux activités de transport, les industries polluantes étant de moins en moins présentes à la périphérie de Paris. Si le climat océanique est généralement propice à la dispersion des polluants et évite les situations rencontrées dans certaines mégapoles, par temps anticyclonique, avec des inversions de températures, les polluants s'accumulent et provoquent des pics de pollution toute l'année dus au dioxyde d'azote ou aux particules. Les conditions estivales (fortes températures et ensoleillement important) favorisent quant à elle l'augmentation des concentrations d'ozone.
Selon un rapport d'Airparif publié en 2007, la pollution globale aurait diminué dans la capitale : entre 2002 et 2007 a été notée dans Paris intra-muros une baisse de 32 % des émissions d'oxydes d'azote et de 9 % de celles de gaz à effet de serre, soit 469 tonnes de dioxyde de carbone en moins rejetées chaque jour par le trafic. Cette baisse est la conséquence et des progrès technologiques réalisés dans la construction des véhicules, et de la forte baisse du trafic (-17 %) consécutive à la politique municipale de lutte contre l'automobile.
Cette baisse des émissions n'est toutefois pas aussi visible sur les concentrations, et donc sur la qualité de l'air respirée par les Parisiens. Si la situation a été améliorée sur les axes ayant fait l'objet d'aménagements, pour d'autres, des augmentations de trafic ont conduit à une stagnation, voire une augmentation des niveaux de dioxyde d'azote. Une nouvelle évaluation d'Airparif publiée en juillet 2013 va dans le même sens. Ainsi, 90 % des Parisiens sont exposés à une pollution au dioxyde d'azote excédant les taux réglementaires, et sur les axes la qualité de l'air est mauvaise ou très mauvaise 40 % de l'année.
Selon Amélie Fritz, ingénieure à Air Parif, « la pollution fait diminuer l'espérance de vie des Parisiens de six mois en moyenne ». Le docteur Gilles Dixsaut, membre du comité stratégique de la Fondation du Souffle, met en garde contre la pratique du jogging en milieu urbain, en raison de l'hyperventilation pendant l'effort : « il est probable que la pratique du sport en milieu pollué augmente les risques de pathologies respiratoires comme les cancers du poumon ». La place Victor-et-Hélène-Basch (dans le 14e), le boulevard Haussmann (dans le 9e) et les Champs-Élysées (dans le 8e) seraient les artères les plus polluées de la capitale, mais les parties des bois de Boulogne et de Vincennes proches du périphérique figurent également dans le top cinq des zones les plus polluées de la capitale.
Le taux de particules fines de type PM2,5 en suspension dans l'air parisien est supérieur à celui observé dans une majorité de capitales européennes. Il est, en 2016, de 18 microgrammes par mètre carré (à titre de comparaison, le taux est de 17 à Rome, 16 à Amsterdam, Berlin et Bern, et 15 à Athènes, Barcelone et Londres). Les niveaux moyens annuels d’ozone dans l’agglomération parisienne ont grimpé de 90 % entre 1995 et 2017.  
La région a mis en place en 1979 un réseau de surveillance de la qualité de l'air à Paris et en Île-de-France baptisée Airparif. Conformément à la loi sur l'air de 1996, Airparif est une association de type loi 1901 à but non lucratif, tout comme l'ensemble des réseaux de surveillance français. La municipalité a également créé une maison de l'Air, dans le 20e arrondissement, afin d'informer les Parisiens sur le rôle de l'atmosphère et des conséquences de la pollution sur la santé.
Selon une enquête du journal Le Parisien, les niveaux de pollution sont nettement plus élevés que les données officielles communiquées par les autorités sur la qualité de l'air en région Île-de-France. Pour le journaliste Jean-Christophe Brisard interrogé par le quotidien, les données seraient délibérément faussées « parce qu'au lieu d’avoir des pics de pollution quelques jours par an, on serait presque toujours en pic ».

## Traitement des déchets

### Approche spatiale de la gestion des déchets à Paris
La compétence du traitement des déchets relève d'un syndicat intercommunal, le Syctom, agence métropolitaine des déchets ménagers.
Paris se situe en 2015 dans le dernier tiers des capitales européennes en matière de performances pour la collecte sélective de ses déchets Le taux d'incinération ou d'enfouissement des déchets de la capitale atteint 84 % contre seulement 16 % pour le recyclage. Seul le verre est recyclé à 65 %.  En 2016, la Ville de Paris se donne un de taux de mise en décharge ou en incinérateur inférieur à 50 % et de 20 % à l'horizon 2030, notamment en collectant de manière discriminée les biodéchets et en créant une ressourcerie par arrondissement d'ici 2020.
Alors qu'historiquement Paris avait choisi de faire traiter ses déchets dans les communes riveraines, la Ville implante depuis les années 2010 de déchetteries et des centres de tri intramuros. Depuis 2011, un premier centre de tri de déchets - Paris XV - est implanté intramuros dans le 15e arrondissement. Le chantier d'un second est lancé en 2017 dans le quartier des Batignolles pour une ouverture en 2019. Toutefois ces nouveaux équipements restent moindres face au nombre d'usines de traitement de déchets et incinérateurs situées dans les communes limitrophes de Paris. 

### Historique des méthodes de traitement des déchets
À Paris et en France plus généralement les politiques de gestion des déchets se déclinent sous deux principes : la valorisation à travers la récupération des matières et de l’énergie - on distingue alors la « valorisation matière » par recyclage matériaux en nouvelles matières premières ou compostage de matières organiques de la « valorisation énergétique » avec la production d’électricité ou de chauffage urbain grâce notamment à l’incinération - et la proximité induisant le traitement des résidus au plus près de leur lieu de production. Le secteur des déchets s’inscrit dans un projet de « développement urbain durable » mettant l’accent sur l’optimisation de la gestion des ressources et l’importance de responsabiliser les acteurs des espaces urbains face aux externalités qu’ils produisent.
Historiquement la gestion des déchets en France s'est longtemps traduit par la valorisation des matières premières. Cette pratique ancrée permettait aux déchets résiduels ménagers d'être réintroduits dans la production agricole et industrielle. À la fin du XIXe siècle et au début du XXe siècle on assiste en France à une dissociation nette entre la ville, les espaces industriels et les espaces agricoles : les villes se dotent alors d’incinérateurs suivant la pensée hygiéniste de l’époque avec une volonté de valoriser les résidus sous forme de chauffage urbain. Mais très rapidement l’augmentation croissante du nombre de déchets ainsi que la complexification des déchets posent un problème de coût financier aux collectivités pour les revaloriser : les déchets ménagers sont alors incinérés ou finissent dans des décharges sauvages puis contrôlées dans une logique d’élimination des déchets. Les années 1970 sont marquées par un contexte de crise pétrolière et une conscience grandissante de la part des autorités françaises de la dépendance énergétique de la France. Ainsi durant ces années des lois sont votées pour favoriser la récupération des matériaux réutilisables dans le processus de gestion des déchets. Dans les années 1990 l'effort porté sur le recyclage des emballages est renforcé : en ce sens en 1992 une loi vient obliger la valorisation des déchets par recyclage. Puis dans les années 2000 des politiques de valorisation des produits en fin de vie sont mises en place. Dans un contexte de lutte contre le changement climatique où le secteur des déchets est responsable de 3% des GES, la récupération et la valorisation de l’énergie issue du traitement des déchets est encouragée. L’impact écologique du transport des déchets est par ailleurs questionné et la valorisation des déchets doit s’inscrire dans une logique de proximité. Cette logique de proximité permet aussi de renforcer « l’ancrage territorial » afin que les déchets soient traités proche de leur production et ainsi réduire les conflits autour de la gestion des « déchets des autres ».

### Débats et oppositions face à certaines méthodes de traitement des déchets
Le mode de gestion des déchets par « valorisation énergétique » avec la production d’électricité ou de chauffage urbain grâce notamment à l’incinération se heurte à un refus social. Cette opposition s’explique par un refus des populations de vivre à côté de tels équipements entre risques sanitaires et environnementaux à travers les émanations atmosphériques dont les dioxines qui sont toxiques. De plus ces incinérateurs constituent pour de nombreuses associations un non-sens écologique au regard du nombre de CO2 créé lors de la combustion. Pour certains associations il faudrait alors davantage intégrer le cycle de la gestion déchet dans une réflexion plus globale. La méthode de traitement des déchets par incinération est critiquée car elle entre en contradiction avec l’objectif de réduction de la production, la combustion représentant un gaspillage des matières premières. Ainsi il n’y a plus de place pour une « valorisation matière » poussée. Ces politiques de gestion des déchets vont à l’encontre de la résolution du problème déchet à la source, à savoir une réduction de la production des biens. Les associations militantes et citoyennes dénoncent ce système dont la logique de production de déchets est encouragée par les collectivités qui doivent rentabiliser des équipements très couteux. De nombreux habitants et associations préfèrent des équipements de plus petites tailles à caractère réversible « sites d’enfouissement réversible » ou « décharge provisoire » de petite taille dans une logique de proximité qui permet « de conserver une conscience sociétale du déchet ».

## Pollution de la Seine
La Seine est polluée au PCB : selon l'association de protection de l'environnement Robin des Bois, « ces hydrocarbures chlorés (polychlorobiphényles, aussi connus sous le nom commercial de pyralène), qui se présentent sous la forme d'une huile visqueuse et jaunâtre, se sont répandus dans le monde entier (dès les années 1930 via Monsanto) avant d'être bannis au début des années 2000. Ils sont aujourd'hui classés comme cancérogènes certains par le CIRC (Centre international de Recherche sur le Cancer) et reconnus par l'ONU comme des polluants majeurs et persistants ».

## Chaussées contenant de l'amiante
« Entre 1970 et 1995, les ingénieurs parisiens ont largement appliqué des enrobés amiantés sur les chaussées pavées pour prolonger la durée de vie des revêtements.[...] Près de 836.000 m² de voiries amiantées seraient identifiés » actuellement.

## Risque de plomb dans les10eet18earrondissements
« Ces deux dernières décennies, l'Institut de veille sanitaire a recensé 7.527 cas de saturnisme en France dont... 2.162 à Paris (presque un tiers).[...] L'intoxication au plomb provoque des retards de développement chez l'enfant et des troubles de l'humeur ».

## Pollution sonore
Le bruit constitue également un problème de santé publique majeur à Paris, essentiellement en raison du bruit routier. En effet, 650.000 Parisiens sont exposés à des niveaux de bruit supérieurs aux valeurs sanitaires limites, et 40 % des Parisiens se disent gênés par le bruit à leur domicile.« Les perturbations dues au bruit feraient en outre perdre plusieurs mois d'espérance de vie aux Parisiens »[Par qui ?].
Ce problème a motivé la création d'un observatoire du bruit en 1999. Une cartographie du bruit routier reposant sur un système d'information géographique (SIG) a été mise en œuvre à Paris en 2004 et mise à jour en 2007.

## Pollution lumineuse
La pollution lumineuse, kézako ? 
Le terme de "pollution lumineuse" désigne une utilisation excessive de la lumière – ou sur-illumination - qui, "par sa direction, son intensité ou sa qualité, peut avoir un effet nuisible ou incommodant sur l’homme, sur le paysage ou les écosystèmes" (Kobler, 2002). Les sources de lumière artificielle proviennent principalement des éclairageS publics, des véhicules, des publicités, des éclairages privés, des signalisations lumineuses, etc.
Cette forme de pollution est moins médiatisée que les autres formes de dégradation de l'environnement (car sans danger selon les spécialistes[réf. nécessaire]). En raison de son grand nombre d'habitants, d'une vie nocturne intense et du caractère touristique de la capitale, la pollution lumineuse à Paris est sans surprise la plus importante de France, très nettement visible de satellite.

## Radioactivité
Paris est la ville française présentant le plus de sites de stockage de déchets nucléaires. Sur les 36 recensés, la plupart sont des lieux destinés à la recherche (CNRS, universités), à la médecine (CHU, hôpitaux) et à l'industrie.

## Eau potable, eaux usées
L'eau distribuée à Paris provient pour 50 % d’eaux souterraines captées (dont certaines sont captées depuis l'Yonne) et pour 50 % d’eaux de la Seine et de la Marne traitées. Cette eau est de bonne qualité selon les analyses.
Les eaux usées et les eaux pluviales sont mélangées et ces eaux sont traitées vers la station de traitement d'Archères (78) qui appartient au SIAAP.

## Industrie
Paris intra-muros ne possède plus d'industries à risque classées Seveso sur son territoire, c'est-à-dire classées à risques d'accidents technologiques majeurs. Cependant, plusieurs établissements à risques élevés sont situés en proche banlieue : plusieurs dépôts d'hydrocarbures à Nanterre, Gennevilliers et Vitry-sur-Seine,.

## Espaces verts
Paris est la capitale la plus dense d'Europe en population et la part des espaces verts est des plus réduites. En effet, on ne compte dans la ville intra-muros que 5,8 m2 d'espace vert par habitant ou 14,5 m2 en comptant les deux bois de Boulogne et de Vincennes, contre 36 m2 à Amsterdam, 45 m2 à Londres, 59 m2 à Bruxelles ou encore 321 m2 à Rome. Les arrondissements du centre-Nord de Paris en sont les plus déficitaires. Des parcs et jardins ont été créés au cours des deux dernières décennies afin de pallier cette carence mais la ville ayant besoin d'espaces pour ses activités économiques, le logement ou ses équipements publics (crèches, lieux destinés au sport...), il n'est pas toujours possible de créer des jardins sur les rares terrains libérés. Ainsi outre l'aménagement de nouveaux espaces verts, la municipalité a introduit la notion de « coefficient de biotope » dans son plan d'urbanisme afin d'imposer aux promoteurs immobiliers de végétaliser une surface minimale attenante à toute construction.

## Faune et flore
Bien que plus limitée qu'à la campagne, la biodiversité est non négligeable à Paris et de nombreuses espèces disparues dans les années 1960 et 1970 (le héron, le pic-vert, l'argus bleu, etc.) sont réapparues. Paris abrite plus de 2000 espèces animales et autant de végétales. Une prise de conscience de la protection de la nature, la réduction de l'usage de produits toxiques (notamment phytosanitaires)[réf. nécessaire]. La réhabilitation de l'habitat a toutefois pour effet de fragiliser les populations de moineaux.

## Propreté

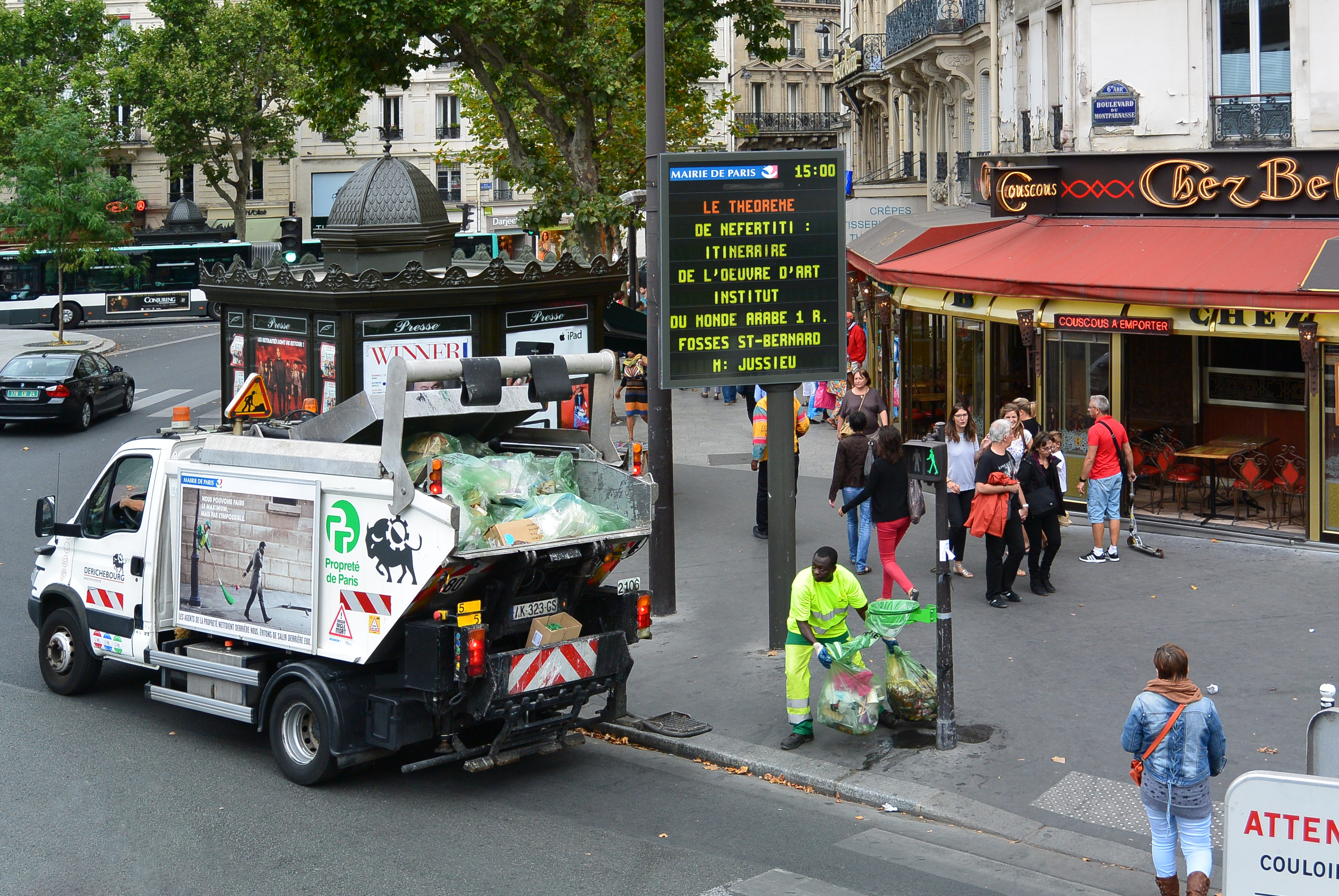
Un agent de collecte des corbeilles à papier à Paris

La propreté de Paris est un enjeu majeur, la capitale étant souvent considérée par les touristes comme sale. Dans la capitale, 30 000 corbeilles à papier transparentes (pour le plan Vigipirate) sont répartis sur la voie publique. L'entretien de la chaussée et des trottoirs nécessite 236 laveuses, 146 aspiratrices. 30 porteurs ramassent les objets encombrants et les transportent avec 174 véhicules à plateau et près de 5 000 agents
La ville interdit depuis le 1er octobre 2015, de jeter un mégot de cigarette par terre au risque d'écoper d'une amende de 68 €.
La collecte des ordures ménagères est réalisée par la commune dans 10 arrondissements, les 10 autres étant sous traitées à des prestataires privés.

### Déjections canines

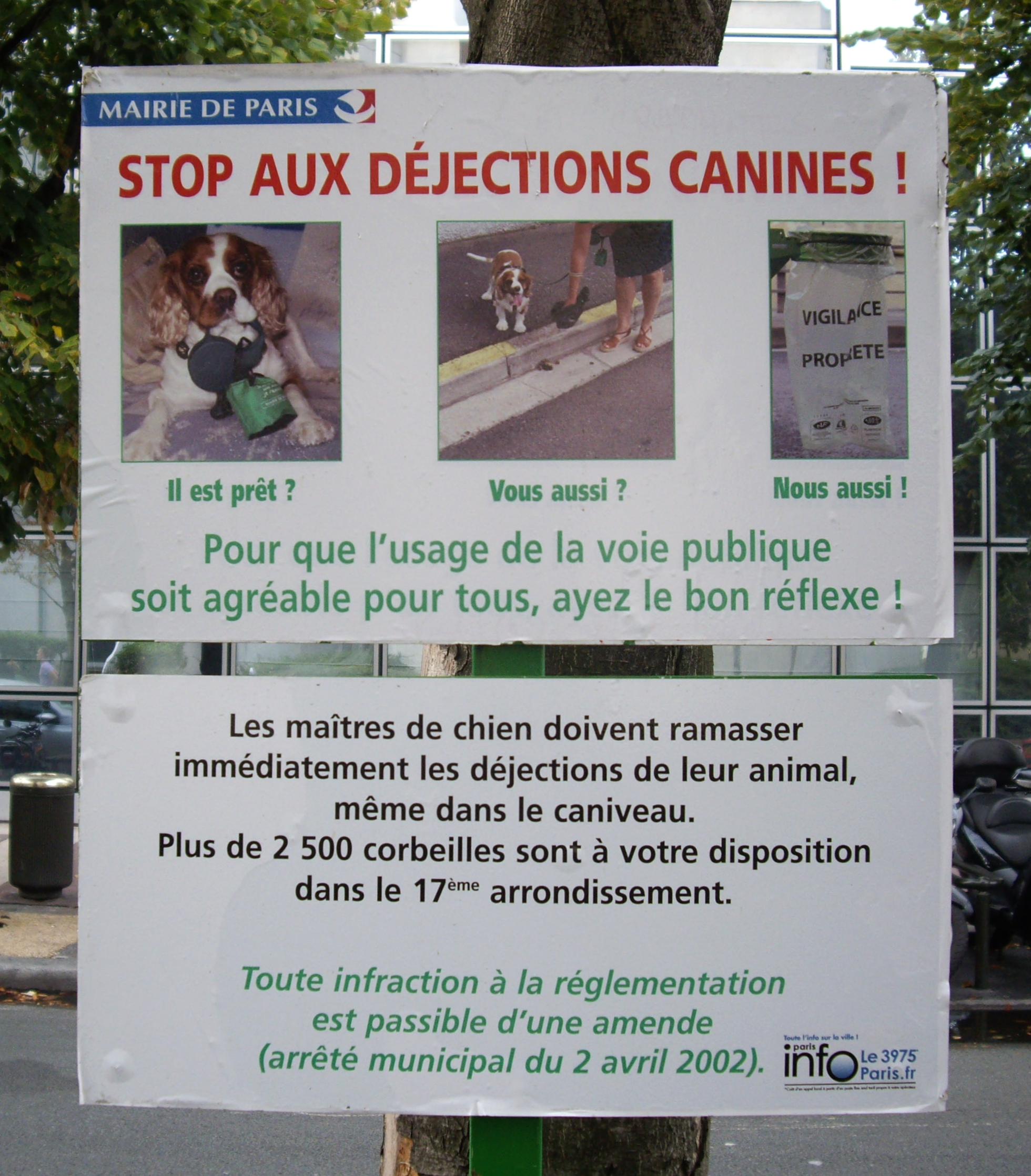
Stop aux déjections canines !
Affiche de la mairie de Paris dans le en 2010.

En corrélation avec le très faible taux d'espaces verts, Paris possède également une réputation peu glorieuse en matière de déjections canines, omniprésentes sur ses trottoirs. En effet, environ 150 000 chiens produisent seize tonnes de déjections par jour, trop souvent au milieu du trottoir plutôt que dans le caniveau en raison de l'incivilité des maîtres. Cette nuisance a pour conséquence un coût de nettoyage des rues particulièrement élevé pour la municipalité et par contrecoup, pour le contribuable parisien. Ces déjections sont considérées comme la première cause de saleté de la ville par les habitants. De plus, l'impact social est loin d'être négligeable puisqu'on recense environ six cent cinquante accidents par an dus à des chutes par glissade nécessitant un transport aux urgences, en particulier de personnes âgées. Mais après de nombreuses années de laxisme, la mairie a fait le choix de sensibiliser les Parisiens et d'appliquer une politique répressive avec des amendes d'un montant moyen de 183 euros en 2007. Dans les faits, l'extrême rareté des verbalisations n'a eu strictement aucun effet et les trottoirs de Paris. D'autant que, depuis 2010, le prix de la contravention a été abaissé à 35 euros, soit une réduction de plus de 80 %.

### Collecte sélective
La collecte sélective démarre dans les années 1980 par la mise en place de colonnes à verre (apport volontaire) sur les trottoirs parisiens. La poubelle bleue collecte, en porte à porte, les magazines et journaux. Elle démarre calmement en 1989 par une expérimentation dans quelques quartiers parisiens. La poubelle jaune n'arrive que dans les années 2000 après une autre expérimentation effectuée dans le XIIIe arrondissement. Depuis cette date, la collecte du bac jaune a subi bien des modifications : extension à tous les arrondissements, passage à une collecte 2 fois par semaine, et plus récemment, début 2019, d'une simplification du tri. Tous les emballages vont dans la poubelle jaune.

## L'académie du Climat de Paris (2021)

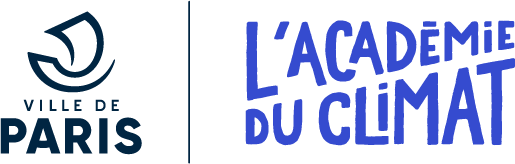
Logo de l'Académie du Climat

L'académie du Climat de Paris est un projet commence en 2019 lorsque la Ville de Paris a décrété l’urgence climatique. Le pic de pollution parisien de 2019 provoque un effet de prise de conscience de la mairie parisienne. Le projet est voté au Conseil de Paris en 2019mais le dossier finira par être remis sur le bureau un an plus tard après la réélection d'Anne Hidalgo au poste de Maire de Paris. 
Ainsi en septembre 2021 le projet voit le jour à l'ancienne Mairie du 4e faisant maintenant partie de Paris Centre. Cette académie est en grande partie destinée à la sensibilisation de la jeune parisienne et francilienne sur l'écologie et les projets du quotidien.